# Óliver Laxe
Óliver Laxe Coro (París, 11 d'abril de 1982) és un actor, director i guionista gallec. Guanyador el 2010 del Premi FIPRESCI del Festival Internacional de Cinema de Canes per la seva pel·lícula Todos vós sodes capitáns. El 2016 va guanyar el Gran Premi de la Setmana de la Crítica de Canes amb Mimosas. El seu quart llargmetratge, Sirât, es va estrenar a competició al Festival de Cinema de Cannes 2025 i va guanyar el Premi del Jurat.
En els XII Premis Gaudí, Laxe guanyà el Premi a la millor pel·lícula estrangera amb O que arde (2019), una cinta molt particular que explica una història tràgica a Galícia: la dels incendis provocats. Un piròman i un bomber units pel foc que arrasa els boscos, patrimoni imprescindible de la vida i la cultura del país.

## Trajectòria
Fill de pares gallecs, va néixer a París el 1982, i va tornar amb ells a un poble de Lugo el 1988. Després dels seus primers estudis a La Corunya es va traslladar a Barcelona per a estudiar cinema a la Universitat Pompeu Fabra.
La seva filmografia comença a Londres, on al costat d'Enrique Aguilar va rodar el curtmetratge E as chemineas decidieron escapar (2006). Més tard va viatjar a Tànger on va rodar els curtmetratges Suona una trompeta, ahora veo otra cara (2007) i París #1, amb els quals va obtenir diversos premis en certàmens cinematogràfics.
Allà creà el projecte Dao Byed, un taller cinematogràfic per a infants pobres del Magrib. D'aquesta experiència sorgí el seu primer llargmetratge Todos vós sodes capitáns (2009). Més tard va rodar el llargmetratge Mimosas. Es va estrenar l'any 2016 al Festival de Canes alçant-se amb el Gran Premi de la Setmana de la Crítica.
Laxe apareix com a actor en algunes de les seves pel·lícules com en Todos vós sodes capitáns, així com a Moussem les morts (de Vincent Le Port i Jean-Baptiste Alazard, 2010).

## Filmografia
Com a director
- Grrr! N º7: ... y las chimeneas decidieron escapar (curtmetratge, 2006)
- Grrr! nº 8: Suena la trompeta, ahora veo otra cara (curtmetratge, 2007)
- París #1 (curtmetratge, 2008)
- Todos vós sodes capitáns (2010)
- Mimosas (2016)
- O que arde (2019)[6]
- Sirât (2025)

Com a actor
- Todos vós sodes capitáns (2010)
- Moussem els morts (2010)
- The Sky Trembles and the Earth Is Afraid and the Two Eyes Are Not Brothers (2015)

## Premis

### Festival de Canes
| Anus | Categoria                              | Film                     | Resultat             |
| ---- | -------------------------------------- | ------------------------ | -------------------- |
| 2010 | Premi FIPRESCI                         | Todos vós sodes capitáns | Guanyador            |
| 2016 | Gran Premi de la Setmana de la Crítica | Mimosas                  | Guanyador            |
| 2025 | Premi del Jurat                        | Sirât                    | Guanyador (ex aequo) |